# Acrocercops homalacta
Acrocercops homalacta là một loài bướm đêm thuộc họ Gracillariidae. Nó được tìm thấy ở đảo Guadalcanal và đảo Rennell ở quần đảo Solomon, cũng như Samoa. Nó được miêu tả bởi Edward Meyrick năm 1927.